# نهان (فیلم)
نهان (انگلیسی: Stealth) فیلمی در ژانر اکشن، مهیج، و علمی–تخیلی به کارگردانی راب کوهن است که در سال ۲۰۰۵ منتشر شد.

## بازیگران
- جاش لوکاس
- جسیکا بیل
- جیمی فاکس
- سام شپارد
- جو مورتون
- ریچارد روکسبرگ
- مگان گیل
- ونتورت میلر